# Gemini 5
Gemini 5 byl třetí pilotovaný kosmický let v rámci amerického programu Gemini. Uskutečnil se ve dnech 21. až 29. srpna 1965. Měl sériové označení GLV-5 12560, byl 15. kosmickou lodí s posádkou vyslanou do vesmíru, podle COSPAR byl katalogizován jako 1965-068A.

## Posádka
- Gordon Cooper (2), velící pilot
- Charles Conrad (1), pilot

V závorkách je uvedený dosavadní počet letů do vesmíru včetně této mise.

### Záložní posádka
- Neil Armstrong, velící pilot
- Elliott See, pilot

## Průběh letu Gemini 5

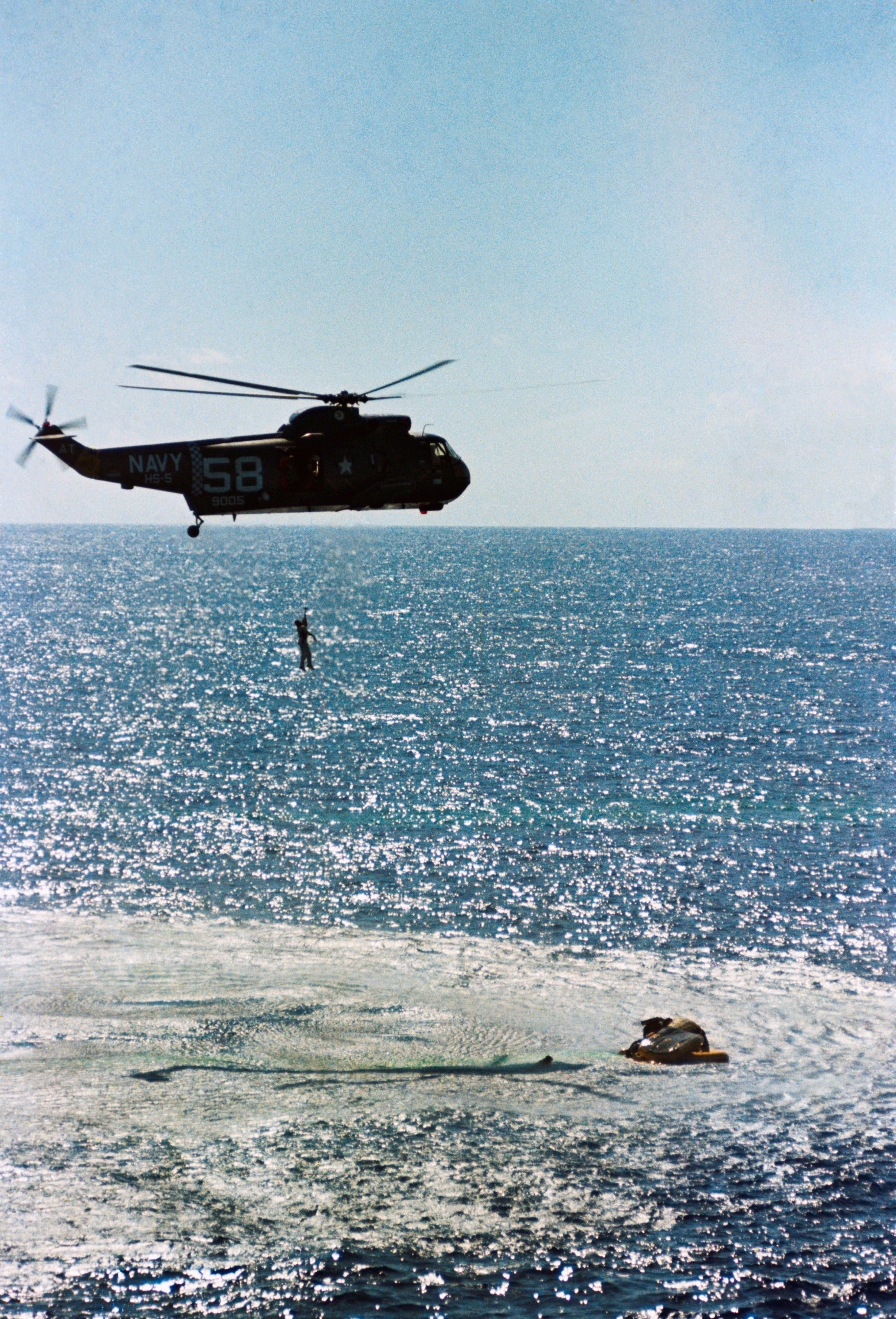
Astronaut Gordon Cooper po přistání Gemini 5 byl vytažen na palubu vrtulníku

Start proběhl 21. srpna 1965 z mysu Canaveral na Floridě. Nosná raketa Titan 2 GLV vynesla na oběžnou dráhu kolem Země kosmickou loď Gemini 5 s velícím pilotem Gordonem Cooperem a pilotem Charlesem Conradem.
Po dosažení oběžné dráhy vyzkoušeli astronauti ovládání lodi, pomocí pomocného raketového motoru zvýšili rychlost letu. Při druhém obletu vypustili subsatelit REP o hmotnosti 34 kg, ke kterému se měli později přiblížit. Jako zdroj elektrické energie využívala loď Gemini 5 pevné palivové články, které se však ukázaly jako nepříliš spolehlivé. Tlak kyslíku se v palivových článcích snížil ze 60 atmosfér na 5 a řídící středisko letu uvažovalo o předčasném ukončení letu. Později se tlak stabilizoval a mírně se zvýšil, takže let pokračoval, astronauti však museli vystačit ze sníženou dodávkou elektrického proudu (z plánovaných 25 A na 10 A).
Posádka se nedokázala s lodí přiblížit k satelitu REP, který se příliš vzdálil. Manévrování, které mělo ověřit navigační systém pro budoucí spojení dvou lodí na oběžné dráze, vyzkoušeli přiblížením se k fiktivní lodi „Phantom Agena“, jejíž dráhu určil počítač. Zbytek letu strávili astronauti fotografováním pro ministerstvo obrany, fotili starty raket Titan 2 a Minuteman a předem připravené obrazce v Austrálii a v Texasu, aby se ověřily rozlišovací schopnosti družicových snímků. Zabývali se i astronomickým pozorováním, pomocí spektrografu zkoumali mraky, pro mexickou vládu fotografovali odlehlé horské oblasti Mexika. Podařilo se jim navázat rádiové spojení s podmořskou stanicí Sealab 2, která byla v hloubce 64 m pod hladinou Tichého oceánu.
Při 120. obletu byla oddělena servisní část kosmické lodi a byly zapáleny brzdící motory. Přistáli na hladině Atlantiku 440 km jihozápadně od Bermud, odkud byli vyloveni letadlovou lodí USS Lake Champlain.
Astronauti obletěli 120krát Zemi, nalétali 5 milionů kilometrů a tím překonali tehdy platný rekord sovětského Vostoku 5.